# Sunda-Stinkdachs
Der Sunda-Stinkdachs, Malaiische Stinkdachs, Java-Stinkdachs oder Teledu (Mydaus javanensis) ist eine Art der Gattung der Stinkdachse innerhalb der Skunks. Er bewohnt die Großen Sunda-Inseln in Indonesien und Malaysia.

## Merkmale
Der Sunda-Stinkdachs erreicht eine Kopf-Rumpf-Länge von 37 bis 52 Zentimetern und eine Schwanzlänge von 3,4 bis 3,7 Zentimetern. Das Gewicht liegt bei 1,2 bis 3,6 Kilogramm. Er ist damit etwas größer als der Palawan-Stinkdachs (Mydaus marchei) der Philippinen-Insel Palawan. Das Fell ist überwiegend schwarz mit einem hellen Rückenstreifen, der zum vollständig hellen und mit langen Haaren bedeckten kurzen Schwanz reicht, einem hellen Kopf und teilweise hellen Beinen. Die Schnauze ist rüsselartig verlängert und ähnelt der Schnauze eines Hausschweins.
| 3 | · | 1 | · | 3 | · | 1 | = 34 |
| 3 | · | 1 | · | 4 | · | 1 | = 34 |

Der Schädel hat eine Länge von etwa 90 bis 104 Millimeter bei den Männchen und etwa 84 bis 90 Millimeter bei den Weibchen. Die Breite im Bereich der Jochbögen beträgt bei den Männchen 48 bis 49 und bei den Weibchen 42 bis 43 Millimeter. Der Skunk besitzt im Oberkiefer pro Hälfte drei Schneidezähne (Incisivi), einen Eckzahn, drei Vorbackenzähne (Praemolares) und einen Backenzahn (Molar). Im Unterkiefer besitzt er einen zusätzlichen Vorbackenzahn pro Hälfte. Insgesamt besitzen die Tiere somit 34 Zähne.

## Verbreitung

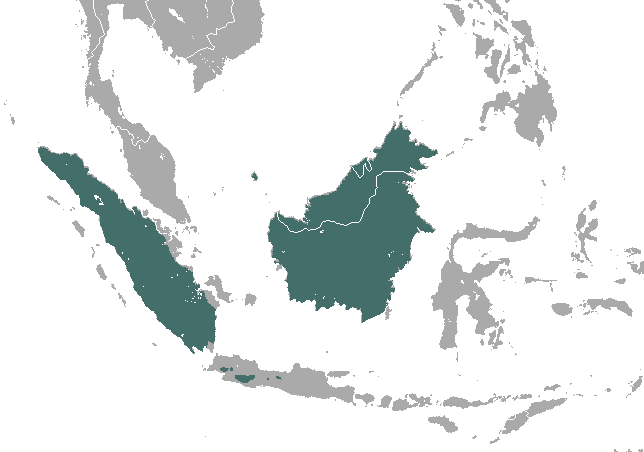
Verbreitungsgebiet des Sunda-Stinkdachses

Das Verbreitungsgebiet des Sunda-Stinkdachses umfasst die indonesischen Inseln Java, Sumatra und die Natuna-Inseln sowie sowohl den indonesischen wie auch den malayischen Teil der Insel Borneo. Weitere, noch nicht bestätigte Sichtungen stammen aus Brunei, einem weiteren Staat an der Nordküste Borneos. Die Art bevorzugt Flachland und weniger hochgelegene Gebiete, kommt jedoch auch in Höhen bis über 2.000 Meter vor.

## Lebensweise
Der Sunda-Stinkdachs ist nachtaktiv und verbringt die Tage in der Regel in selbst gegrabenen oder ausgebauten Bauten im Boden in bis zu 60 Zentimetern Tiefe. Die Tiere ernähren sich omnivor, wobei die Hauptnahrung aus wirbellosen Tieren wie Würmern und Insekten besteht. Hinzu kommen Eier, Aas und Pflanzenmaterial. Die Nahrung wird mit der Nase über den Geruchssinn gesucht und mit Hilfe der klauenbewehrten Füße ausgegraben.
Über die Fortpflanzung der Tiere ist wenig bekannt. Die Weibchen bringen wahrscheinlich zwei bis drei Jungtiere in ihrem Bau zur Welt, die an den Zitzen gesäugt werden.

## Systematik
Die wissenschaftliche Erstbeschreibung des Sunda-Stinkdachses stammt von Anselme Gaëtan Desmarest aus dem Jahr 1820, der die Art als Mephitis javanensis beschrieb und damit den bekannten Stinktieren der Gattung Mephitis (heute Streifenskunks) zuordnete. Frédéric Cuvier beschrieb im Jahr 1825 die Gattung Mydaus sowie die Art Mydaus meliceps, der als Typusart für die Gattung diente und später mit Mydaus javanensis synonymisiert wurde.
Als weitere Art innerhalb der Stinkdachse wurde der Palawan-Stinkdachs (Mydaus marchei) beschrieben. Die Art wurde zeitweise aufgrund anatomischer Merkmale in eine eigene, monotypische Gattung Suillotaxus eingeordnet. Es wird angenommen, dass die Vorfahren dieser Art von der auf Borneo lebenden Population des Sunda-Stinkdachses durch das ansteigende Meeresniveau vor etwa 165.000 Jahren getrennt wurden, Fossilien sind jedoch nicht nachgewiesen.
Innerhalb der rezenten Gattungen der Skunks stellen die Stinkdachse die ursprünglichste Gattung dar und werden allen anderen heute lebenden Skunks als ursprünglichste Gruppe gegenübergestellt. Der Zeitpunkt der Trennung der Stinkdachse von den amerikanischen Taxa lag vor etwa 20,7 Millionen Jahren.
Neben der Nominatform Mydaus javanensis javanensis auf Java und Sumatra werden mit Mydaus javanensis lucifer auf Borneo und Mydaus javanensis ollula auf den Natuna-Inseln drei Unterarten unterschieden.

## Gefährdung und Schutz
Der Sunda-Stinkdachs wird von der International Union for Conservation of Nature and Natural Resources (IUCN) als nicht gefährdet (least concern) eingeordnet. Dies wird vor allem mit dem vergleichsweise großen Lebensraum sowie der angenommenen Unempfindlichkeit gegenüber Lebensraumveränderungen und menschlicher Besiedelung begründet. Obwohl insbesondere auf Sumatra und Borneo eine umfangreiche Zerstörung der ursprünglichen Waldlebensräume stattfindet, gibt es zahlreiche Sichtungen der Tiere abseits der Urwaldbestände. Eine umfangreiche Bejagung und Nutzung der Tiere, unter anderem für medizinische Zwecke, findet statt, erreicht jedoch keine bestandsgefährdenden Ausmaße.